# 加東市立鴨川小学校
加東市立鴨川小学校（かとうしりつかもがわしょうがっこう）は、兵庫県加東市平木にあった公立小学校。

## 概要
学校周辺にゴルフ場が3か所ある山に囲まれた所で、県道311号上鴨川木津線と南面で接する田園地帯にある。2022年4月1日現在の児童数は20名。標高は約181メートル。
社地域小中一貫校の開校（社学園小学校、社学園中学校）に伴い、2025年（令和7年）3月末に閉校。

## 沿革
- 1873年（明治6年） - 平樹小学校を開設
- 1874年（明治7年） - 鴨水小学校を開設（上鴨川、下鴨川、馬瀬3地区）
- 1877年（明治10年） - 下鴨川に支校を置く
- 1880年（明治13年） - 支校廃止、本校に合併
- 1884年（明治17年） - 三草小学校鴨川支校となる
- 1887年（明治20年） - 小学校令で平木簡易小学校・鴨川簡易小学校に改称
- 1891年（明治24年） - 小学校令改正で平木尋常小学校に改称
- 1892年（明治25年） - 小学校令改正で鴨川尋常小学校に改称
- 1903年（明治36年） - 鴨川校校舎改築
- 1912年（明治45年） - 尋常小学校に高等科併置、校舎一部増築
- 1925年（大正14年） - 平木校を廃校、合併して鴨川尋常小学校に改称
- 1926年（大正15年） - 平木越道1308番地に3反余を清水寺より借地し、校舎を移転
- 1941年（昭和16年） - 鴨川国民学校に改称
- 1947年（昭和22年） - 学校教育法で鴨川村立鴨川小学校と改称、中学校併置
- 1952年（昭和27年） - へき地（１級）校に指定
- 1953年（昭和28年） - 南校舎改築
- 1954年（昭和29年） - 北校舎改築
- 1955年（昭和30年） - 鴨川村廃止、社町立鴨川小学校に改称
- 1973年（昭和48年） - 創立100周年記念式典
- 1978年（昭和53年） - 体育館完成
- 1984年（昭和59年） - プール完成
- 1987年（昭和62年） - 校舎改築・竣工式典
- 2001年（平成13年） - 校舎屋根塗装改修、体育館耐震補強工事
- 2006年（平成18年）3月20日 - 三町合併により、加東市立鴨川小学校に改称
- 2013年（平成25年）- NIE (Newspaper in Education) 実践校の指定を受ける[3]
- 2025年（令和7年） - 加東市立社小学校、加東市立福田小学校、加東市立米田小学校、加東市立三草小学校、加東市立社中学校と統合し加東市立社学園小中学校となる。

出典：

## 学校行事
| - 4月 1学期始業式、入学式 - 5月 - 6月 | - 7月 自然学校、1学期終業式 - 8月 - 9月 2学期始業式、鴨川地区体育祭 | - 10月 - 11月 修学旅行 - 12月 2学期終業式 | - 1月 3学期始業式 - 2月 - 3月 6年生を送る会、卒業式、修了式 |

## 通学区域
- 加東市[5]
  - 上鴨川、下鴨川、平木

## 進学先中学校
- 公立学校は、 加東市立社中学校

## 校区内の主な施設
- 鴨川保育園
- やしろ鴨川の郷
- 社鴨川郵便局
- 播州清水寺
- 国道372号
- 兵庫県道311号上鴨川木津線